# رودریگو پریتو (بازیکن فوتبال)
رودریگو پریتو اوبرت (متولد ۸ فوریه ۱۹۸۳) ، فوتبالیست اهل مکزیک است. او در شهر گوادالاخارا به دنیا آمد. او برای تیم خوارز (FC Juárez) به عنوان مهاجم بازی می‌کند.

## فعالت شغلی
او به تازگی برای تیم‌های مونارکاس مورلیا و کروز آزول در دسته برتر فوتبال مکزیک بازی کرد. او همچنین در دسته دوم برای تیم‌های پوبلا و ونادوس بازی کرد.